# Canone alessandrino
Canone alessandrino, o Canone di Alessandria, è il nome dato a un elenco di autori greci che i grammatici alessandrini consideravano come i modelli dei vari generi letterari.

## Storia
Questo elenco fu compilato ad Alessandria nel III secolo a.C. dai grammatici Aristofane di Bisanzio e Aristarco di Samotracia, con l'obiettivo di selezionare gli autori greci ritenuti più notevoli per la purezza della lingua in un'epoca in cui, secondo i grammatici alessandrini, la lingua greca era minacciata.
Nei fatti il Canone alessandrino ha favorito la conservazione dei testi degli autori in esso contenuti (ritenuti "classici"); ma, per un effetto imprevisto, ha favorito anche l'oblio degli autori che non vi erano contenuti (ritenuti "minori"), che avrebbero avuto grande importanza per noi. In effetti, il Canone ebbe una grande influenza nell'apprendimento del greco antico, tanto, ad esempio, che ancora in epoca bizantina i giovani ellenisti apprendevano i fondamenti dell'arte oratoria dai discorsi degli "oratori attici" elencati nel Canone.
Il Canone alessandrino era costituito nel seguente modo:

### Poeti epici
- Omero[3]
- Esiodo

- Pisandro di Camiro
- Paniassi

- Antimaco di Colofone

### Poeti lirici
- Alceo[4]
- Saffo
- Anacreonte

- Alcmane
- Stesicoro
- Ibico

- Simonide
- Pindaro
- Bacchilide

### Poeti giambici
- Archiloco
- Semonide
- Ipponatte

### Poeti elegiaci
- Mimnermo
- Solone
- Teognide

- Callino
- Tirteo

- Fileta di Coo
- Callimaco

### Poeti tragici
- Eschilo
- Sofocle
- Euripide

- Ione di Chio
- Acheo di Eretria
- Agatone

Tragediografi di età ellenistica del gruppo detto Pleiadi:
- Alessandro Etolo
- Filico di Corcira
- Licofrone
- Omero di Bisanzio
- Sositeo di Alessandria nella Troade
- Eantide
- Sosifane di Siracusa

In alcuni elenchi, i nomi degli ultimi due drammaturghi sono sostituiti da quelli di Dionisiade di Mallo e Eufronio di Chersoneso.

### Poeti comici
Esponenti della Commedia antica:
- Cratino
- Eupoli
- Aristofane

Esponenti della Commedia di mezzo:
- Antifane
- Alessi
- Anassandride

Esponenti della Commedia nuova:
- Menandro
- Difilo
- Filemone di Siracusa

### Storici
- Erodoto
- Tucidide
- Senofonte

- Teopompo di Chio
- Eforo di Cuma
- Filisto di Siracusa

- Anassimene di Lampsaco
- Callistene di Olinto

### Oratori
- Antifonte
- Andocide
- Lisia

- Isocrate
- Iseo
- Eschine

- Licurgo di Atene
- Demostene
- Iperide
- Dinarco

### Filosofi
- Platone
- Senofonte
- Eschine
- Aristotele
- Teofrasto